# State Bank of India
La State Bank of India (in hindi: भारतीय स्टेट बैंक) è la più grande banca indiana. È una delle big four fra le banche indiane, insieme alla ICICI Bank, alla Bank of Baroda e alla
Punjab National Bank

## Storia

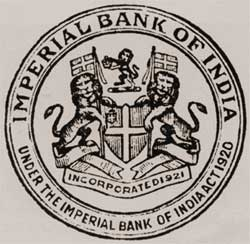
Sigillo della Imperial Bank of India

La Banca ebbe origine al tempo dell'India Britannica, quando fu fondata la Bank of Calcutta nel 1806, la banca commerciale più antica del Subcontinente Indiano, poi ribattezzata Bank of Bengal.
La Bank of Bengal era una delle tre banche delle "presidenze" dell'India coloniale, le altre due erano la Bank of Bombay (fondata nel 1840) e la Bank of Madras (del 1843). Le tre banche delle "presidenze" erano costituite in forma di società per azioni in forza di patenti reali.
Queste tre banche ebbero il monopolio dell'emissione di cartamoneta fino al 1861, quando il diritto fu avocato a sé dal governo indiano con il Paper Currency Act.
Nel 1921 le tre banche delle "Presidenze" si fusero, dando vita alla Imperial Bank of India, che rimase una società per azioni.
In ottemperanza allo State Bank of India Act del 1955, la Reserve Bank of India (la banca centrale indiana) acquisì la partecipazione del 60% del capitale della Imperial Bank of India, che prese il nome di State Bank of India, in quanto nazionalizzata.
Nel 2008, per eliminare ogni conflitto di interessi dovuto al fatto che la Reserve Bank of India sia l'organo regolatore del sistema bancario indiano,
il governo federale indiano ha rilevato la partecipazione detenuta dalla Reserve Bank.

## Attività
Con un attivo di 352.000 milioni di dollari e depositi per 285.000 milioni di dollari, la State Bank of India è un gigante finanziario del Subcontinente. Detiene una quota di circa il 20% del mercato indiano dei depositi e dei finanziamenti.
Il gruppo bancario, comprese le controllate, in India ha una rete di 26.500 filiali e una rete di circa 45.000 sportelli bancomat.

### Banche controllate

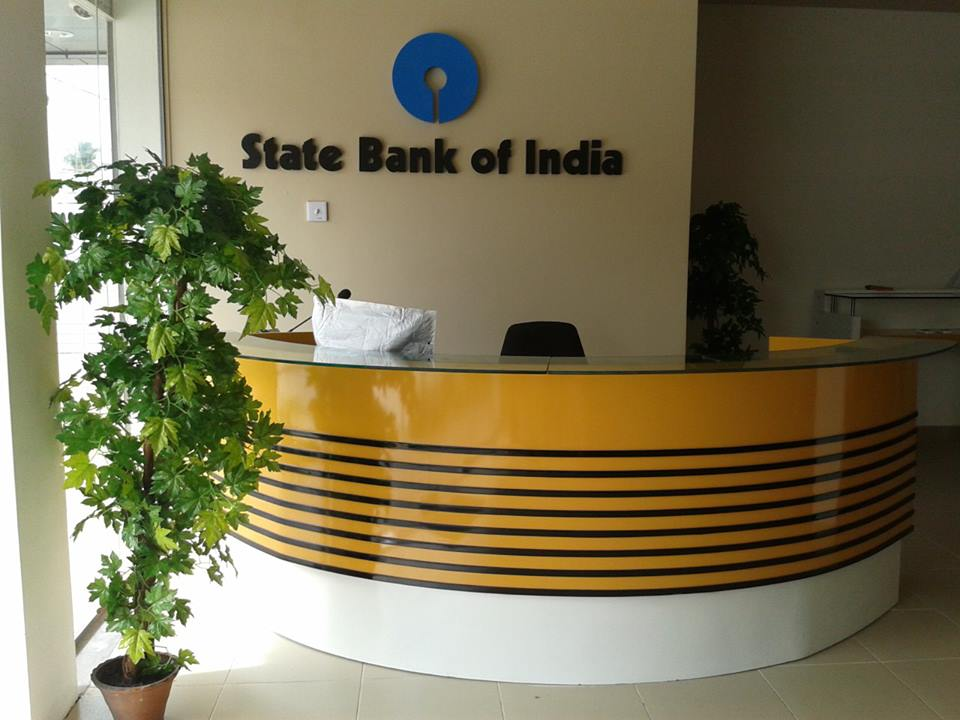
La filiale di Jaffna

Le banche controllate dalla SBI sono cinque:
- State Bank of Bikaner & Jaipur[4]
- State Bank of Hyderabad
- State Bank of Mysore
- State Bank of Patiala
- State Bank of Travancore

Altre due banche, precedentemente controllate, sono state incorporate: la State Bank of Saurashtra (incorporata nel 2008) e la State Bank of Indore (incorporata nel 2010).
Tutte queste banche erano originariamente banche centrali di stati principeschi indiani, nazionalizzate nel 1959-1960. In ottemperanza al primo piano quinquennale, che enfatizzava lo svipluppo agricolo dell'India, il Governo federale assegnò queste banche alla State Bank of India per ampliarne la copertura sul territorio rurale. È in corso un progetto di incorporazione di queste banche nella SBI.

### Presenza internazionale
La Banca ha 131 uffici all'estero in 32 diverse nazioni, fra cui le succursali di Colombo, Dacca, Francoforte sul Meno, Hong Kong, Teheran, Johannesburg, Londra, Los Angeles, Malé, Mascate, New York, Osaka, Sydney, Tokyo, Shanghai, Città del Capo, Boston, nonché in Bhutan.
La SBI ha inoltre delle controllate off-shore alle Bahamas, in Bahrein, a Singapore, e Mauritius.

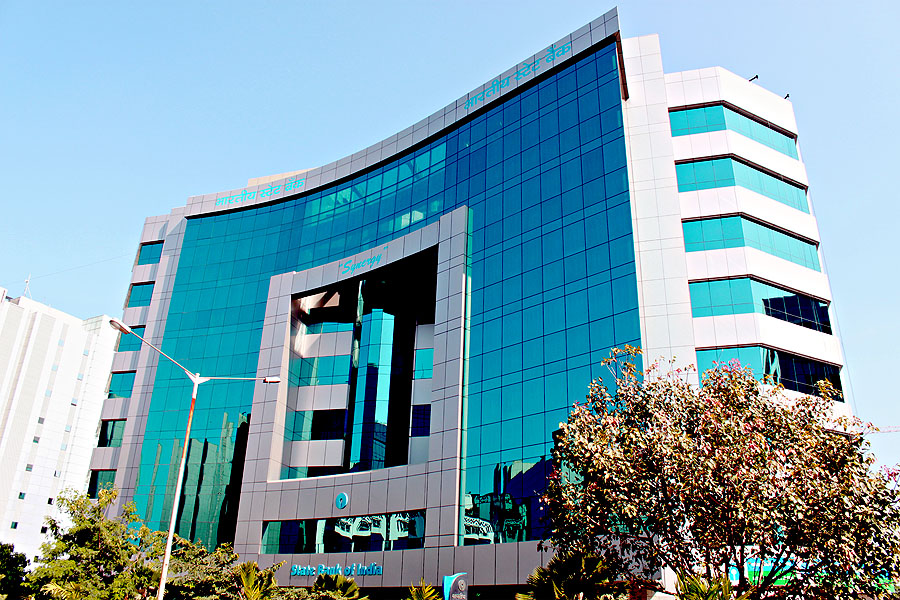
La sede locale di Mumbai

Nel 1982 la Banca ha fondato la controllata State Bank of India (California), che oggi ha otto agenzie, di cui sette in California e una a Washington. Nello stesso anno fu aperta anche la succursale canadese, State Bank of India (Canada), che ha sette succursali: quattro nell'area di Toronto e tre in Columbia Britannica.
In Nigeria la State Bank of India opera attraverso la controllata INMB Bank. Questo istituto è nato nel 1981 come Indo-Nigerian Merchant Bank e attualmente ha cinque filiali in Nigeria.
In Nepal la SBI controlla il 50% della Nepal SBI Bank, che ha succursali in tutto il paese himalaiano.
A Mosca la State Bank of India detiene il 60% della Commercial Bank of India, il cui restante capitale è in portafoglio alla Canara Bank.
In Indonesia La State Bank controlla il 76% del PT Bank Indo Monex.
Infine, in Kenya, la State Bank of India possiede il 76% del capitale della Giro Commercial Bank.